# 日向坂46 3周年紀念MEMORIAL LIVE ～第三次日向誕祭～ in 東京巨蛋
《日向坂46 3周年紀念MEMORIAL LIVE ～第三次日向誕祭～ in 東京巨蛋》（日语：／ Hinatazaka46 3rd Anniversary Memorial Live in Tokyo Dome */?）是日本女子偶像組合日向坂46在2022年3月30日和3月31日於東京巨蛋舉行的公演，於2022年7月20日以DVD和Blu-ray的形式發售，為日向坂46第1部現場影像作品。

## 公演
2019年12月18日，日向坂46在幕張展覽館舉行的日向聖誕2019中宣佈，在2020年12月6日和12月7日於東京巨蛋舉行公演，然而受到2019冠狀病毒病日本疫情影響，在2020年10月25日宣佈延期至一年後的日向聖誕2021。2021年10月20日，日向坂46在日本礙子會館舉行的「全國太陽公公化計劃 2021」巡演尾場中宣佈日向聖誕2021的場地為幕張展覽館。同年12月25日，日向坂46在日向聖誕2021宣佈於2022年3月30日和3月31日於東京巨蛋舉行公演。
2022年3月12日，日向坂46宣佈東京巨蛋的公演會有網絡直播，播放平台是Stagecrowd、Rakuten TV、LAWSON TICKET、Streaming+、Stagecrowd PIA LIVE STREAM、LINE LIVE-VIEWING、ABEMA、光TV、dTv和Hulu。同年3月26日，成員濱岸日和由於確診2019冠狀病毒病而宣佈缺席。公演兩天總共約10萬人參加，為東京巨蛋在疫情期間首次有公演能夠兩天均滿座。在公演尾場當天，日向坂46首次演唱了新單曲我這種人，原本休養中的小坂菜緒作為此歌的中心成員而復出。翌日，成員高本彩花確診2019冠狀病毒病，4月3日成員潮紗理菜、加藤史帆、齊藤京子、佐佐木久美、佐佐木美玲、東村芽依、金村美玖、河田陽菜、小坂菜緒、松田好花、宮田愛萌、渡邊美穗、上村雛乃、高橋未來虹、森本茉莉和山口陽世也相繼確診。4月22日，偶像雜誌《BRODY》6月號以這次公演為主題，5月13日宣佈加印，這是《BRODY》自以櫸坂46為主題的2016年12月號以來再次加印雜誌。

## 發行
2022年6月8日，日向坂46宣佈在7月20日推出公演的Blu-ray和DVD，7月6日公開各版本的封面。7月13日，宣佈在北海道、宮城縣、茨城縣、埼玉縣、千葉縣、東京都、神奈川縣、新潟縣、石川縣、長野縣、岐阜縣、靜岡縣、愛知縣、京都府、大阪府、岡山縣、廣島縣和福岡縣的部分唱片店舉行公演相關展覽，其中SHIBUYA TSUTAYA和京都友都八喜同時展示打歌服。
在Oricon公信榜，公演Blu-ray以銷量3.4萬張取得週榜第1位，DVD則售出約8,000張，在DVD和Blu-ray合算週榜以銷量4.2萬張取得週榜第1位。

## 外部連結
- . 日向坂46.   [2022-09-23]. （原始内容存档于2022-09-22） （日语）.
- . 日向坂46.   [2022-09-23]. （原始内容存档于2022-09-23） （日语）.
- . 日向坂46.   [2022-09-23]. （原始内容存档于2022-09-23） （日语）.
- YouTube上的（日語）
- YouTube上的（日語）
- YouTube上的（日語）
- YouTube上的（日語）